# 西中島村 (新潟県)
西中島村（にしなかじまむら）は、かつて新潟県南魚沼郡にあった村。

## 沿革
- 1889年（明治22年）4月1日 - 町村制施行に伴い南魚沼郡丸池新田、中子新田、舞子村、万条新田、姥島新田が合併し、西中島村が発足。
- 1901年（明治34年）11月1日 - 南魚沼郡東中島村、大木六村、大和村と合併し、中之島村となり消滅。